# 傅飞丁
傅飞丁（1973年—），中华人民共和国政治人物、全国脱贫攻坚先进个人。

## 生平
1999年2月，傅飞丁到原万县市龙宝区扶贫办，投入扶贫攻坚工作。20013年，到分水镇川兴村担任驻村第一书记。2015年6月20日，重庆市万州区发起脱贫攻坚战，他担任区扶贫攻坚办统筹组成员，他采取“企业+贫困户+基地”的产业帮扶模式，发展柑橘产业，帮助贫困户提高收入。2017年到弹子镇人和村两次担任驻村第一书记。此后傅飞丁任万州区扶贫开发办公室综合科科长。
因在脱贫攻坚战中作出突出贡献，2021年2月25日全国脱贫攻坚总结表彰大会上，傅飞丁被授予“全国脱贫攻坚先进个人”。